# Samuel Wendell Williston
Pour les articles homonymes, voir Williston.
Samuel Wendell Williston est un paléontologue et un entomologiste américain, né le 10 juillet 1851 à Boston et mort le 30 août 1918 à Chicago.

## Biographie
Il est le fils de Samuel et de Jane A. née Turner. Il obtient son Bachelor of Sciences à l’école d’agriculture du Kansas en 1872, puis son Master of Arts en 1875. Il obtient son Medical Doctorat à Yale en 1880 et son Ph. D. en 1885.
Il se marie avec Annie I. Hathaway le 20 décembre 1880. De 1876 à 1885, il est assistant en paléontologie et en ostéologie, il découvre les premiers ossement du diplodocus. De 1885 à 1886, il est démonstrateur d’anatomie puis professeur de 1886 à 1890. Il est professeur de géologie et d’anatomie à l’école de médecine de l’université du Kansas, dont il est également le doyen. En 1902, il devient professeur de paléontologie à l’université de Chicago.
Il contribue à divers départements scientifiques (par exemple le bureau de recherche géologique américain de 1882 à 1885). Il est membre de diverses sociétés savantes dont l’Académie américaine des arts et des sciences et l'Académie nationale des sciences des États-Unis.
Williston est l’auteur de 250 articles scientifiques en entomologie, en zoologie, en anatomie comparée, en paléontologie notamment des reptiles et des amphibiens ainsi qu’en hygiène. Il faut notamment citer le Manual of North American Diptera (1896, réédité en 1908), des volumes IV (1898) et VI (1900) des Reports University Geological Survey of Kansas, et d’American Permian Vertebrates (1911).

### Liste partielle des publications
- Synopsis of the Families and Genera of North American Diptera. 1888.
- Restoration of Dolichorhynchops osborni: A new cretaceous plesiosaur. 1902.
- North American Plesiosaurs: Elasmosaurus, Cimoliasaurus, and Polycotylus. 1906.
- The Skull of Brachauchenius: With Observations on the Relationships of the plesiosaurs. 1907.
- American Permian Vertebrates. 1911.
- Water Reptiles of the Past and Present. 1914.
- Ogmodirus martinii, a new plesiosaur from the cretaceous of Kansas. 1917.
- The Osteology of the Reptiles. 1925.
- Elasmosaurid plesiosaurs with description of new material from California and Colorado. 1943.

### Biographie
- Barnum Brown : Samuel Wendell Williston (1852-1918) (publié dans l’American Museum Journal, 1918).